# Дубровка (Киржачский район)
Дубровка — деревня в Киржачском районе Владимирской области России, входит в состав Горкинского сельского поселения.

## География
Деревня расположена на берегу реки Шерна в 6 км на юго-запад от центра поселения посёлка Горка и в 11 км на северо-запад от райцентра города Киржач.

## История

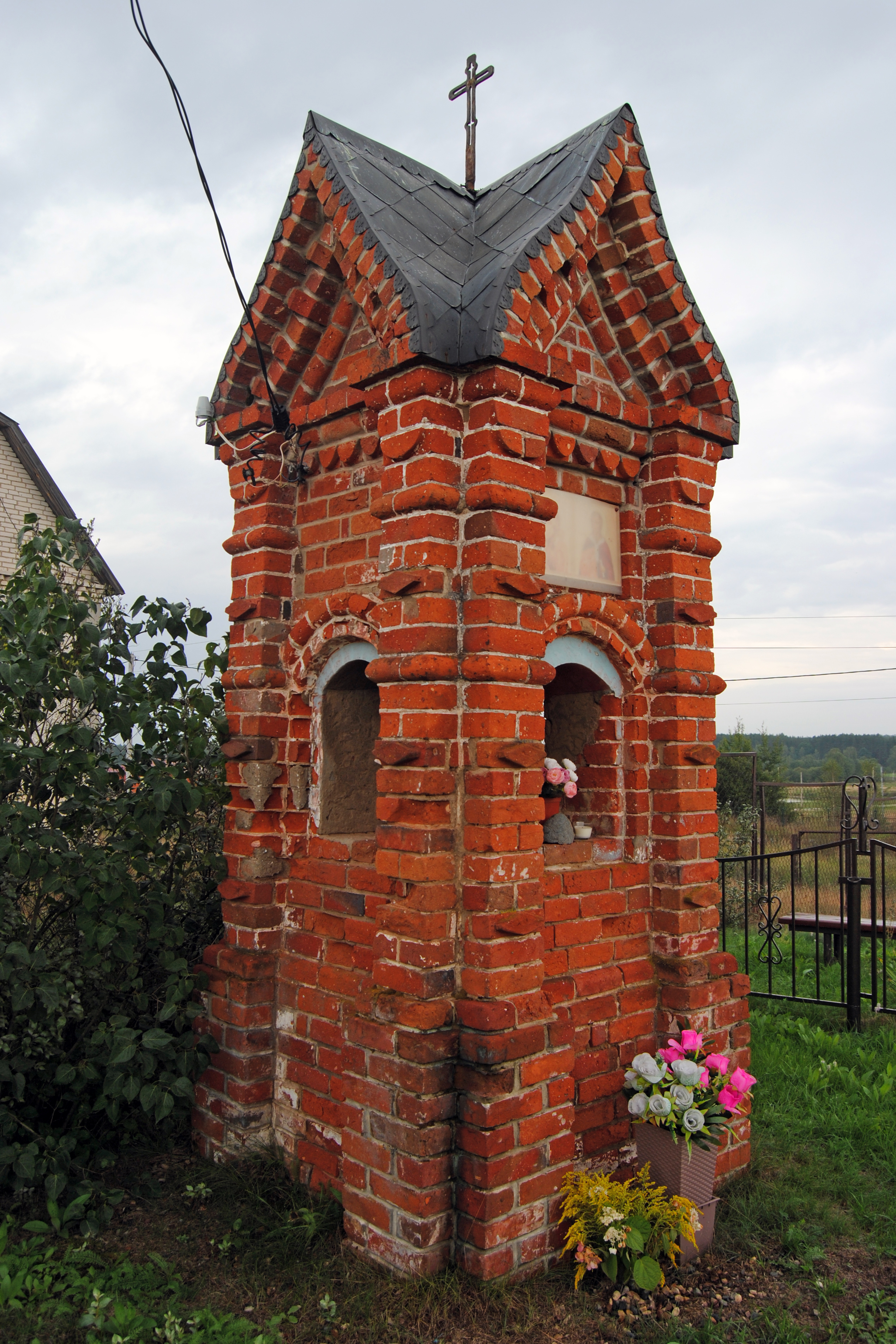
Часовенный столп Николая Чудотворца в деревне Дубровка

В XIX — начале XX века деревня входила в состав Махринской волости Александровского уезда, с 1926 года — в составе Киржачской волости. В 1859 году в деревне числилось 39 дворов, в 1905 году — 48 дворов, в 1926 году — 45 дворов.
С 1929 года деревня являлась центром Дубровского сельсовета Киржачского района, с 1940 года в составе — Бельковского сельсовета, с 1971 года — в составе Горкинского сельсовета, с 2005 года — в составе Горкинского сельского поселения.

## Население
| 1859 | 1905 | 1926 | 2002 | 2010 | 2021 |
| ---- | ---- | ---- | ---- | ---- | ---- |
| 175  | ↗207 | ↗224 | ↘26  | ↘25  | ↗38  |